# Todd Lamb
Todd Lamb, född 19 oktober 1971 i Enid i Oklahoma, är en amerikansk republikansk politiker. Han är Oklahomas viceguvernör sedan 2011.
Lamb är son till Norman Lamb som tjänstgjorde som Oklahomas veteranminister 1995–2011. Han studerade vid Oklahoma State University och var ledamot av Oklahomas senat i sex år innan han tillträdde som viceguvernör.